# محمد بن صباح الصباح
الشيخ محمد بن صباح الصباح (1838 - 7 مايو 1896)، سادس حكام الكويت، تولى حكم إمارة الكويت بعد وفاة أخيه الأكبر الشيخ عبد الله وهو بعمر 54 سنة. وهو أول حاكم للكويت يكسر التسلسل العمودي لوراثة الحكم ويحكم خلفًا لأخيه، مع أن عبد الله بن صباح كان له ابنين (خليفة وجابر)، إلا أنه اختاره نائبا له في حياته، وكلفه بعدة مهام منها: وساطته سنة 1868م بين محمد بن خليفة آل خليفة حاكم البحرين الذي عزلته بريطانيا وبين أخيه علي الذي عينته بريطانيا. وأيضا قيامه بتصريف الأمور في الكويت لحين عودة أميرها من الحملة العثمانية على الأحساء 1871. وبعد وفاة الشيخ عبد الله استلم محمد مشيخة الكويت، وكان حكمه امتداد لحكم أخيه; من استقرار الوضع الداخلي في الكويت، وحسن الجوار مع الدولة العثمانية الإمارات المجاورة مثل إمارة جبل شمر، وابتعد عن أي تحالف مع بريطانيا، وبسبب انحيازه إلى العثمانيين منحته السلطنة لقب قائمقام الكويت. وكانت له اسهامات في حماية البلد من التحرشات والإعتداءات مثل كسره لماجد الدويش الذي اعتدى على القبائل الموالية له، واسترد مانهبه الدويش، وكذلك موقفه في ردع اعتداءات الهواجر، ومساعدته لابن سويط أمير قبيلة الظفير في حل الخلافات داخل القبيلة.
وخلال مشيخته أشرك أخاه جراح في إدارة الحكم مشاركة غير رسمية، فاندلعت المشاكل مع مبارك التي كان المال هو سببها، حيث ضيق محمد وجراح على مبارك ومنعا عنه المال ورفضا قبول حوالاته وطلباته المالية التي كان يحتاج إليها في غزواته، حتى اضطر مرة أن يمسك يده عن عائلته لينفق على رجاله وحرسه. ومع ابعادهما لمبارك فقد كان يقربان الشيخ يوسف الابراهيم ويلقيان إليه مقاليد الأمور، حتى ليخيل للمرء أن الحكم ليوسف لا لهما، وأن مبارك أجنبي عنهما وليس له من الأمر شيء. واستمر الخلاف المالي بين الشيخ محمد وجراح وبين مبارك رغم تدخل رجالات الكويت في اصلاح ذات البين، وأحيانا بالضغط على الشيخ محمد لمساعدة اخيه مبارك، ولكن ذلك الخلاف لم يتوقف حتى جرت المقادير بإنهاء حكم الشيخ محمد بن صباح ومقتله هو وأخيه جراح على يد أخيهما الشيخ مبارك وإبنيه جابر وسالم سنة 1896م بعد أن تعذر الإصلاح وحل الخلافات بين الأخوة. وقد اختصر مستر وايت المعتمد البريطاني في البصرة أسباب اغتيال الشيخ مبارك لأخويه قائلا:«إن الغرض الوحيد للشيخ مبارك من قتل شقيقيه، لا يتعدى أخذ المشيخة، وتملك الثروة التي جمعها الشيخ محمد، ويقال أنها كبيرة جدا». وقد دفن الإخوان في مقبرة الصالحية، وهما أول من دفن فيها.

## أخلاقه
قال عنه يوسف بن عيسى القناعي:«لا أكون مبالغًا إذا قلت أن محمد بن صباح هو الرجل الوحيد في زمنه الذي اتصف بالعفة والنزاهة، ولم يُذكر عنه في شبابه ولا في كهولته ما يدنس شرفه أو يحط من قدره، وقد حُبب لعموم الكويتيين. وألبسته عفته مهابة ووقارًا مع تواضعه ولطفه، وكان كثير الصمت قليل الكلام، متدينًا يحب العلماء ويسمع كلامهم ومحبًا لجماعته، حريصًا على التآلف والتوادد بينهم، لهذا أحبته الجماعة حبًا جمًا». وقال عنه عبد العزيز الرشيد:«أنه كان سليم الصدر رقيق القلب بعيدًا عن الشر محبًا لقومه، ولكنه كان ضعيف الإرادة واهن العزم غير ميال للشهرة ولا الصيت». واشتهر أيضا بدماثة خلقه ونزاهته، غير ميال لكسب الشهرة، قنوعًا لا يطمح إلى أكثر مما هو بين يديه، وصادقًا يفي بالوعود.

## مساهماته قبل الحكم
لا يُعرف الكثير عن طفولة الشيخ محمد ولا عن سنواته الأولى، ولكن المعروف أن الشيخ عبد الله بن صباح اختاره نائبًا له في حياته، وكلفه بالكثير من مهام الحكم. حيث ساهم في إدارة البلد مع أخيه الحاكم، فكان يباشر الأحكام للسكان الحاضرة في الكويت، وشاركهما في الحكم كلا من: مبارك الذي اختص بأغلب الأحكام بين بدو الكويت والأمور العسكرية، وجراح الذي اختص عمله في المالية، فالتفت إلى الفاو فعمر مزارعها، مما جعل الدخل يزداد وينمو. وكانت لمحمد سفينة من نوع البغلة تسمى «السالمي»، استخدمها لتغطي نفقاته.
موقفه مع سالم البدر
يؤخذ على الشيخ محمد موقفه مع سالم البدر الذي أصيب في تجارته بأضرار جسيمة، وأصبح على قاب قوسين أو أدنى من الإفلاس، ووقع الحجز على مقاطعة قردلان العائدة له في البصرة، وضاق به الحال حتى كتب إلى الشيخ محمد الصباح وأخيه جراح مبينًا لهما ما آل إليه حاله، وطلب منهما قرضا قيمته خمسون ألف شامي مقابل رهن جزء من مقاطعة قردلان بعد فك الحجز عنها، فرفضا طلبه. وهنا كتب إلى الشيخ عبد الله حاكم الكويت يخبره بما كان من موقف أخويه منه ورفضهما إقراضه. فاستشاط الشيخ عبد الله غضبأ واستدعى على الفور نوخذة إسمه فياض، فطلب منه أن يهيء له سفينة استعدادًا للسفر إلى البصرة. فاستفسر محمد وجراح عن سبب عزم أخيهما المفاجئ للسفر، فقال إنه ذاهب إلى البصرة ليرهن مقاطعة الفاو ليعطي سالم البدر ماسبق أن طلبه منهما، فلما وجداه جادًا في قوله وافقا على اقراض الحاج سالم البدر المبلغ مقابل رهن جزء من مقاطعة قردلان. وأصبح الجزء المرهون بعد ذلك من نصيب «علي المحمد الصباح».
وساطة البحرين
ومن مهامه الخارجية: دوره في الوساطة بين حاكم البحرين السابق محمد بن خليفة آل خليفة الذي عزلته بريطانيا عن الحكم سنة 1868م، وبين أخيه علي الذي عينته بريطانيا. فأرسل عبد الله بن صباح أخاه محمد إلى البحرين يطلب من الشيخ علي إرجاع الأمر إلى ماكان عليه. ويعد مداولات ونقاشات مطولة وافق علي على عودة أخيه ليتولي شؤون البحرين. فتهيأ الشيخ محمد الخليفة للسفر لاستلام منصبه، ورافقه في الرحلة الشيخ عبد الله وأخيه محمد. ولكن عند وصولهم البحرين تراجع علي ورفض استقبال أخيه ومنعه من دخول البحرين، ويبدو أن الإنجليز قد تدخلوا بالموضوع. فطلب محمد الخليفة إنزاله في دارين على ساحل الأحساء ليتمكن من تدبير أموره.
الحملة العثمانية على الأحساء
في سنة 1871م طلب والي بغداد مدحت باشا من الشيخ عبد الله المساهمة في الحملة العثمانية بقيادة نافذ باشا تجاه الأحساء، فجهز الأخير قوة عسكرية برية وبحرية، فقاد هو الأسطول البحري بينما قاد أخيه مبارك القوات البرية، في حين بقي محمد بن صباح في الكويت للقيام بتصريف الأمور في الكويت لحين عودة أميرها من الحملة. وقد كان له دورًا متميزًا في نقل الإمدادات العسكرية وتموين الجنود من الكويت إلى الأحساء. وكافأته الدولة العثمانية على ذلك النشاط بمنحه النيشان المجيدي في 10 يونيو 1871م. ومع ذلك فقد كانت العلاقات مع السلطنة متقلبة، حيث استولى والي البصرة على أراضي مملوكة لأسرة الصباح وبنى فيها معسكرات للجنود سنة 1874م، فأرسل الشيخ عبد الله وشقيقه محمد خطابًا إلى الصدر الأعظم في نفس السنة يستوضحان عن سبب الاعتداءات التي أصابت أملاكهم وناشداه التدخل لحل تلك المشكلة، وهو مالم يحدث حيث استمرت الأزمة حتى نهاية ثمانينات القرن. لحل تلك المشكلة.

## حكمه
عندما توفي الشيخ عبد الله بن صباح في 3 ذو القعدة 1309هـ/29 مايو 1892م، استلم أخوه محمد الحكم في نفس اليوم وهو بعمر 54 سنة، فأرسل والي البصرة «هدايت باشا» إلى الصدر الأعظم جواد باشا ينبأه باستلام محمد بن صباح الحكم، وأن مراسم العزاء استغرقت سبعة أيام. وكذلك قامت السلطات البريطانية في بوشهر بإرسال سفينة حربية إلى الكويت لتقديم واجب العزاء. وكان حكمه امتداد لحكم سلفه عبد الله; فقد نعمت الكويت بالاستقرار الداخلي خلال الثلاثين عامًا التي حكم فيها عبد الله ومحمد، وبحسن العلاقات مع الجوار العرب والدولة العثمانية، والابتعاد عن أي تحالف مع بريطانيا، التي كبلت جميع إمارات ساحل شرق الخليج عدا الكويت بمعاهدات واتفاقيات، وقد وصف الإنجليز «الكويت» في مراسلاتهم من بوشهر بأنها منحازة إلى العثمانيين. وفي أبريل 1893م أبلغ السفير البريطاني في الأستانة وزير الخارجية العثماني:«أن حكومة صاحبة الجلالة تعترف بحقوق الدولة العثمانية في السيادة على طول الساحل من البصرة إلى القطيف». وذكر اللورد كيرزون في كتابه «فارس والمشكلة الفارسية» في سنة 1892م عن تبعية الكويت للدولة العثمانية، ولكنه قال أنه لا توجد دلائل على ممارسة السلطنة سيادتها على الكويت. وبسبب انحياز الإمارة إلى العثمانيين منحت السلطنة الحاكم الجديد لقب قائمقام الكويت.
واتسم نظام الحكم في الثلث الأخير من القرن 19 بالبساطة، فليس هناك جهاز إداري ولا قوات نظامية، إنما كان الشيخ يكلف بعض الأشخاص أداء مهام خاصة، مثل «الفداوية» لحفظ الأمن وحراسة الحاكم، ولا يوجد قصر للحاكم يتولى منه إدارة شؤون الحكم، حيث درج الحكام على الجلوس في مكان قريب من منطقة السوق «المناخ»، وهو المكان الذي كانت تناخ فيه الإبل القادمة من نجد والأحساء والشام والعراق حاملة الغلال والسلع التجارية. واستمرت تلك الأوضاع في عهد محمد، وأضاف إليها جلوسه في مكان قريب من البحر. ومع ازدياد السكان، طلب الشيخ محمد من أهالي كل حي أو «فريج» أن يختاروا رئيسًا لهم، وبعدها التقى بهؤلاء الرؤساء وطلب منهم أن ينشئوا في كل حي مجلسًا للفصل بين المتخاصمين في الأمور العادية، وكانت تلك تجربة مبكرة بما يسمى حاليًا بالإدارة المحلية.

### العلاقات معالهند البريطانية
كان محمد الصباح صادق الولاء للدولة العثمانية، ورفض عرضًا بريطانيا بإقامة تحالف معه. فعندما منعت السلطنة السفن البريطانية من ارتياد مياه الخليج الشمالية، ورفضت خلق أي صلات تجارية مع أي جزء من أراضيها في الخليج، حاولت بريطانيا أن تستميل الشيخ محمد بشتى الوسائل لينضم إلى جانبها. إلا أن يوسف الابراهيم أشار عليه بعدم قبول مطالبها وحذره غاية الحذر، فرفض الشيخ محمد العروض البريطانية ولم يسمح لها بالتردد على الكويت. إلا أن الشمري لم يؤيد جزئية تدخل الإبراهيم، والسبب هو أن معظم تجارة الشيخ يوسف الإبراهيم كانت بالهند، وهي مستعمرة بريطانية، فليس من المعقول أن يقف الإبراهيم ضد مصالح بريطانيا في الخليج، وهو الرجل الاقتصادي والمرتبط ارتباطًا وثيقًا بالهند. حتى وصفه السلطان عبد الحميد في مذكراته بأنه يميل إلى الإنجليز. لذا فإن رفض الشيخ محمد العروض البريطانية كان نتيجة قناعة وليس بضغط من يوسف الإبراهيم.
وذكر غيورغي بونداريفسكي أن الشيخ محمد وافق -بعد إقناع يوسف الإبراهيم له- بتسيير رحلات منتظمة إلى الكويت لبواخر شركة الهند البريطانية للملاحة البخارية، وهي من كبريات شركات النقل في الهند والمحتكر للمواصلات البحرية بين الهند وموانئ الخليج العربي. فأثار ذلك امتعاضًا لدى الفئة الغالبة من أصحاب السفن المحليين بعد قيامها بنقل جزء كبير من البضائع بين بوشهر والبصرة والكويت وبومباي، موجهة بذلك ضربة قوية لأرباحهم. وفوق ذلك قام الشيخ محمد بتحويل كل عوائد التجارة وصيد الأسماك واللؤلؤ إلى بنك بومباي، وفتح حساب جاري في البنك باسمه واسم ولديه (لم يحد من هم ولديه مع أنهم كانوا خمسة)، والمتصرف في هذه المبالغ هو يوسف الابراهيم. وقد نقلت التحويلات من الكويت بمعدلات كبيرة، لدرجة أن المبالغ المسجلة بالحساب الجاري لحظة الانقلاب كانت 12 مليون روبية. في الحقيقة فإن ذلك المبلغ كبير ولا يمت للواقع بصلة، فالمؤرخ القناعي المعاصر والمدرك لحال آل صباح في تلك الفترة يقول:«أن ادنى تاجر من اهل الكويت هذه الأيام يملك أكثر مما يملك الأمراء في ذلك الوقت. والدليل هو: أن مبارك عندما قتل أخويه واستولى على المالية، لم يجد فيها سوى 700 ريال في الخزينة و 73,5 ألف روبية أمانة في بيت آل إبراهيم في بومبي»،

### علاقته بمحمد بن رشيد وآل سعود
كانت العلاقة بين محمد بن رشيد والشيخ عبد الله جيدة، بدليل مساعدة شيخ الكويت لابن رشيد في نشاطه ضد آل سعود خلال سنوات 1302-1305هـ/1885-1888م، كما سهلت الكويت استيراد الأسلحة لابن رشيد عن طريق ميناؤها. وقد لعبت الكويت دورًا هامًا في نقل السلاح الإنجليزي إلى قبائل نجد وجنوب العراق دون معوقات جمركية، وفي عقد التسعينات وردت تقارير إلى الباب العالي من مسؤوليها في العراق والحجاز تفيد أن هناك أسلحة حديثة تنهال على ابن رشيد من خليج البصرة عن طريق الكويت، ويدل على ذلك إطلاق تسمية «كويتي» على بنادق المارتيني في نجد وجنوب العراق، وكان ذلك في حكم الشيخين عبد الله بن صباح وأخيه محمد. وفي سنة 1309هـ/1892م توجه محمد بن صباح إلى حائل وهو في طريقه للحج، فقابل محمد ابن رشيد فأكرمه وأزال مابينهما من خواطر، وترجمت الزيارة إلى موقفين عمليين: الأول هو تسهيل مرور الأسلحة إلى حائل، التي كان أميرها في صراع على السلطة مع أمراء نجد في القصيم والرياض، والثاني هو منع الشيخ محمد الصباح لآل سعود من الإقامة في الكويت، حفاظًا على العلاقات مع حائل، ولم يقبل بهم ضيوفًا عنده إلا عندما وافقت السلطات العثمناية على طلبهم. واستمرت الأحوال ساكنة إلى أن قتل مبارك بن صباح أخويه محمد وجراح سنة 1313هـ/1896م
واستقبل الشيخ محمد في بداية حكمه الإمام عبد الرحمن بن فيصل آل سعود وأبنائه وأسرته للإقامة في الكويت من نوفمبر (1892-1902)، وقد سكن في سكة عنزة في المباركية بجانب براحة السبعان، وكان البيت الذي سكنه لعائلة «العامر»، وكان البيت مهملاً حتى تمّ تجهيزه لعبد الرحمن آل سعود.

## النزاعات الإقليمية

### معركة الردينيات (ملح)
في سنة 1310هـ/1892م قدم ماجد الدويش واناخ بقرب الكويت، فلما علم مبارك بقدمه، سأل أخيه الشيخ محمد أن يقدم لهم كمية من الأرز والتمر باسم الضيافة. ولكن ماجد لم يكتف بما قدم إليه من الطعام، بل طمع بأكثر من ذلك. فكانت قبيلة عريبدار والعوازم التابعتان للكويت نازلتين في ملح وكان الشيخ دعيج الصباح ضاربًا خيامه على مقربة منهم. فهجم عليهم ماجد الدويش ونهب أموالهم واستولى على مواشيهم، فلما علم الشيخ محمد بالخبر أمر مبارك بتجهيز جيش كبير وتأديب الدويش، فساروا حتى لحقوا به في «الردينيات»، فهجم بعض فرسان عنزة على اتباع الدويش فلم تفعل شيئا يذكر، ثم هاجم ابن مساعد شيخ العوازم بمن معه من قبيلته، فتبعته باقي الجيش الكويتي. فدارت بينهم معركة لم تستمر أكثر من ثلاث ساعات أسفرت عن انهزام الدويش ومن معه. وتمكن الكويتيون من استرداد المنهوبات.

### اعتداءات الهواجر وردعهم
في شعبان 1309هـ/مارس 1892م شن احد شيوخ آل صباح هجومًا على قبيلة بني هاجر في الأحساء، فقتل منهم أربعة وأخذ منهم إبلا وأغنام، وبعدها بفترة قصيرة انتقم الهواجر وهاجموا ليلا قاربًا كويتيًا وقتلوا اثنين من طاقمه. في حين ذكر سلطان القاسمي أن هذا الحدث كان في سنة 1893م، فقد ورد معروض وقع عليه ستة وثلاثون من تجار نجد يبين أن قبيلتي الهواجر والمناصير قامتا بقتل الناس المرافين للقافلة القادمة من الكويت إلى نجد عند مرورها في أراضي القبيلة في الأحساء، وسرقوا أموالهم، ويطالبون باسترداد أموالهم ومنع اعتداءات القبيلتين. فطلب العثمانيون من الكويت حل المشكلة، فأرسل الشيخ محمد أخاه مبارك بالتوجه إلى الأحساء ومعه ألفين من رجاله، فتمكن من انجاز العمل المطلوب في تلك الجهات، فكرمته السلطنة بالأوسمة والعطايا.
وفي سنة 1312هـ/1894م اعتدى الهواجر على بعض السفن الكويتية، واستولوا على ماكان فيها من الأموال والطعام، فلما وقف الشيخ محمد على خبرها أعد جيشا بقيادة أخيه مبارك، وكان من ضمن الجيش قسم من قبيلة العجمان يقودهم زعيمها راكان فساروا لمطارتهم، فأدركوهم بين الأحساء والقطيف، ففتك بهم الجيش الكويتي فتكًا ذريعًا، واسترد منهم ماكانوا قد استولوا عليه من الأموال.

### الظفير
في أواخر سنة 1310هـ/1892م حدث خلاف بين فخذ الصمدة من قبيلة الظفير وبين آل السويط زعماء القبيلة، هذا الخلاف أفضى إلى نزاع مسلح بينهما، فطلب ابن سويط النجدة من الشيخ محمد الصباح، الذي جهز قوة أسند قيادتها إلى أخيه الشيخ مبارك، فأعاد مبارك موازين القوى لصالح ابن سويط. وفي ذات السنة اعتدى السعيدات -وهم من الظفير- على بدو الكويت، فاستولت على أموالهم ومواشيهم. وردًا على ذلك أمر الشيخ محمد أخاه مبارك بالهجوم عليهم واسترداد مااستولوا عليه من الأموال والحلال. فلحقهم مبارك حتى أدركهم في مكان يسمى «الخنقة» واصلاهم من نار بنادقه حتى انهزموا من أمامه، واسترد ما نهبوه من الأموال والمواشي.

### قطر
ساءت الأحوال بين والي البصرة «حافظ باشا» وأمير قطر الشيخ قاسم بن محمد آل ثاني 1310هـ/1892م حتى قام الوالي بإرسال حملة إلى قطر، ويبلغ عددها ألف وخمسمئة جندي، قسم الحملة إلى قسمين: حملة بحرية وحملة برية. ومرت تلك الحملة في طريقها إلى الكويت، فطلب الوالي من الشيخ محمد المساهمة في حملتها. فأرسل الأمير قوة برية من أهالي الكويت ومعها أفراد من قبيلة العجمان بقيادة أخوه مبارك، فسار نحو قطر ببطئ في محاولة لتقليل اشتراكه الفعلي في الحرب. ثم عسكر في سلوى إلى أن جاءته الأخبار بهزيمة القوات العثمانية في معركة الوجبة يوم 25 مارس 1893م/رمضان 1310هـ، فعاد بقواته إلى الكويت.

## جذور الخلاف مع مبارك
بعد وفاة صباح بن جابر الصباح سنة 1866م استلم الحكم ابنه الأكبر عبد الله، ويبدو أن عبد الله قنع بمركز الحكم وترك مقاليد الأمور إلى أشقائه الثلاثة، فمحمد باشر بشؤون الحضر والبلد وتصريف أمورها، ومبارك اختص بأحكام البادية والقتال وحفظ الأمن، أما جراح فكان عمله في الشؤون المالية. واستمر هذا التوزيع في العمل بعد استلام محمد الحكم، ثم بدأ جراح يتقرب إليه حتى نال ثقته وشاركه في الحكم مشاركة فعلية في تصريف أمور البلد، فأصبح صاحب النفوذ الأكبر عنده، في حين استمر مبارك بحفظ الأمن في البادية. هناك ظهرت بوادر خلاف بين مبارك وجراح في أمور يكفي التلويح فيها ليصبح الشيطان حاضرًا بينهما لحرص الأول وإسراف الآخر. وتكشفت تلك الخلافات للعامة، واستفحل الخلاف بين جراح الذي يدعمه يوسف الابراهيم وبين مبارك. وبدا أن المال هو اساس المشكلة بين الأخوة، فقد ضيق الأخوان محمد وجراح على مبارك ومنعا عنه المال ورفضا قبول حوالاته وطلباته التي كان يضطر إليها في حالة غزواته، حتى اضطر مرة أن يمسك يده عن عائلته لينفق على رجاله وحرسه، وقد كان الشيخ مبارك جل قصده من صرف تلك الأموال أن يوسع حدود الكويت في البادية كي لاينحصر أمالها في البحر فقط. ولكن كان بينه وبين أخيه محمد من مشاكل من تضييق مالي عليه ورفض حوالاته التي يسد به عوزه ويقضي حاجته في مصاريفه المنزلية وحتى في الغزوات التي يكون هو قائدها. حتى أنه في إحداها رفض تسديد حوالة لمبارك لشراء إبل قبل خروجه لغزو قبيلة الهواجر، لولا تدخل «ناصر البدر» الذي حل المسألة بين الأخوين بالضغط على محمد لدفع الحوالة. لذلك نرى أن الحصار المالي الذي فرضه محمد وجراح وأحيانا بمعاونة يوسف الابراهيم على مبارك، كان للحد من توسيع نفوذه، إضافة إلى تدخل يوسف المباشر لمنع وصول المال اللازم لقضاء دينه. لذا لا نرى أي وجود لأطراف خارجية مثل الدولة العثمانية أو بريطانيا لها شبهة التدخل في عملية الاغتيال.

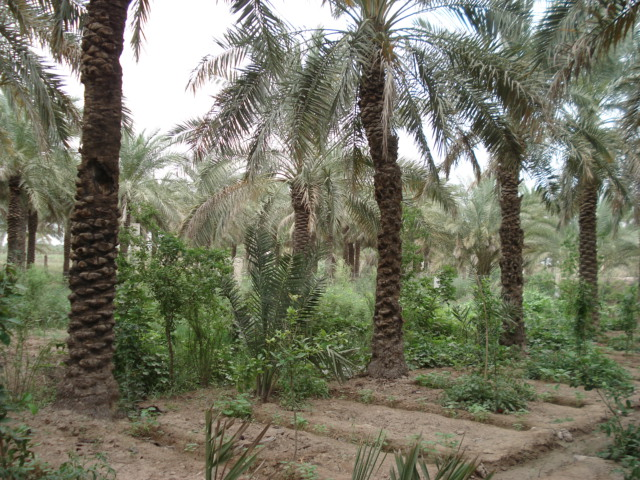
مزارع النخيل في الفاو (العراق)

### صفات جراح بن صباح
هو الأخ الشقيق للأمير محمد بن صباح، ونعته ديكسون بالعجز والكسول، وهذا قول باطل. فقد عُرف عنه أنه صاحب دراية في الاقتصاد والمال وعقليته كانت متطورة قياسًا يمستوى ذلك الزمان. وبالحقيقة فإن جراح أحرز نجاحًا كبيرًا في تنظيم مالية الإمارة. إذ لم يكن للكويت قبل ذلك مالية تذكر، فالدخل ضعيف لا يسد حاجة الأمراء، وربما احتاجوا في كثير من الأحيان إلى الاستدانة من الأهالي. ولكن جراح التفت إلى مزارع والده في الفاو فأصلحها حتى أصبحت تدر أموالا كثيرة، كما وجه عناية خاصة بالتجارة، فنظم سوق اللحم والسمك سنة 1312هـ/1895م، وامر بإقامة الدكاكين وتأجيرها للتجار، وأخذ الدخل ينمو سريعا، خاصة بعدما انتقل طريق البضائع والسلع التي يحتاجها أهل نجد عبر ميناء الكويت مع حكم محمد الصباح، بعدما كانت تصلهم عن طريق البصرة والحجاز.
ولمساعدته في تنظيم أموره المالية، استقدم الشيخ جراح الملا علي بن عمار الذي كان يعمل موظفًا ماليًا لدى الإدارة العثمانية في الأحساء، وشجعه على تعليم قواعد الحساب للأطفال والشباب وإعدادهم في هذا المجال. ومع باعه المالي إلا أنه كان يفتقد للحنكة والقيادة السياسية والعسكرية، وكان مسالمًا يميل إلى الدعة والسكون، ولم يكن لديه ميل للحروب وحب الشهرة، إلا أنه كان حريصًا على جمع المال إلى درجة التقتير. نجاحه الاقتصادي هذا قربه إلى أخيه الشيخ محمد، وبدأ تكليفه بمهام أشبه ما تكون مهام ولي العهد مع أنه أصغر سناً من مبارك، وهذا مما جعل الخلاف يطفو إلى السطح، فالشيخ مبارك أراد أن يظهر بمظهر الحكام العرب في البذل، سواءًا كان البذل في محله أم لا، في حين كان جراح يخالفه في ذلك ويقتر عليه، لأنه يرى نفسه المؤسس الوحيد للمال، ولا يرى ما يراه مبارك من البذل. ومحمد ينصاع لما يراه جراح. ولما استفحل الخلاف جاء سالم البدر من البصرة سنة 1310هـ/1893م ليصلح بين الأخوة، فجعل لمبارك راتبًا سنويًا قدره عشرة آلاف روبية، ولكن مالبث أن توفي سالم البدر سنة 1312هـ/1895م ليعود الخلاف مرة أخرى.

### صفات مبارك بن صباح
كان مبارك شابًا مقدامًا طموحًا، محبًا للشهرة والمجد، ويتمتع بذكاء في مسايرة الناس واستمالتهم. وقد اختص بأغلب الأحكام بين بدو الكويت والأمور العسكرية، وهذا التوزيع في السلطة كان موجودًا منذ زمن أخيه الأكبر عبد الله، ولم يستحدث محمد هذا التكليف لمبارك كي يبعده عن الحكم، فكما كانت الأمور المالية توافق ميول جراح، كانت إدارة البادية توافق ميول مبارك. فبحكم طبيعة هذه المسؤولية كان مبارك يقضي معظم اوقاته في الصحراء، مما جعله في حاجة دائمة إلى المال، فضلا عن طبعه السخي، ادرك أخوه عبد الله ذلك، فقام بسد حاجته بانتظام، واستمر الأمر حتى وفاته. وفي حكم الشيخ محمد ازدادت سلطة مبارك العسكرية أهمية، حتى كادت أن تكون مطلقة. فلم يذكر مبارك في رسائله وأحاديثه اللاحقة أن أخاه محمد كان ضعيفًا أو أنه لايصلح لإدارة شئون البلاد. ولم يكن ذلك سببًا في نزاع الأخوة حول السلطة، بل السبب الأكبر هو أنه كان كريمًا لدرجة التفريط، مما أثار عليه أخويه ومنعا عنه المال.

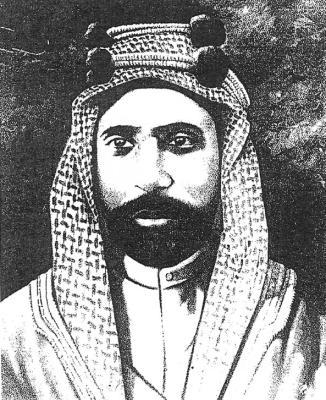
يوسف الابراهيم

### العلاقة بيوسف الابراهيم
| أم يوسف الإبراهيم              | أم هيا الصباح                  | أم منيرة الصباح                | محمد الصباح | جراح الصباح |
| ------------------------------ | ------------------------------ | ------------------------------ | ----------- | ----------- |
| مريم بنت علي بن محمد الإبراهيم | شيخة بنت علي بن محمد الإبراهيم | شيخة بنت علي بن محمد الإبراهيم | زوج هيا     | زوج منيرة   |

كان لأسرة الإبراهيم مصاهرة مع آل الصباح، فهو ابن خالة «هيا علي جابر الصباح» وأختها «منيرة» زوجتي محمد وجراح الصباح.
كانت صلة محمد الصباح بالشيخ يوسف آل ابراهيم هي صلة نسب وعلاقة راسخة لم تأت من فراغ، ولم يكن الشيخ يوسف طارئا على الكويت بل كان من الأصلاء فيها، وكان صاحب وجاهة مثل بقية أعيان البلد. ومكانته الأسرية محفوظة من عهد آبائه وأجداده. وقال عنه القناعي:«من أثرى البيوت في الكويت، وحصل له من العز والإقبال، فلا الإمارة هاجسه، ولا الحكم ملهمه ولا الخيانة صفته أو ديدنه». فجذور الخلاف بين الشيخ مبارك والشيخ يوسف آل ابراهيم كانت بسبب الصراع على السلطة السياسية والمالية، ففي حين كان الشيخ يوسف هو صاحب السلطة الحقيقية في عهد الشيخ محمد الصباح بما يملك من نفوذ اقتصادي ودهاء سياسي، كان مبارك حامل لواء السلطة العسكرية وصاحب الخبرة فيها بما يملك من جرأة وطموح. فكان تقريب محمد الصباح ليوسف الابراهيم وإلقاء مقاليد الأمور إليه حتى ليخيل للباحث أن الحكم ليوسف، وأن مبارك ليس له من الأمر شيء، فصارت له الكلمة العليا في الكويت وأنيطت به كافة الأمور المهمة، فلمعت شخصيته، فلم تسمع لأحد كلمة مالم تقترن بموافقة الشيخ يوسف الابراهيم.

## محاولات أخيرة للإصلاح
بعد أن يأس مبارك من اقناع أخويه بالحصول على المال ليبذله في سبيل مغازيه، طلب منهما أن يقرا له بحقه في الأملاك الموروثة له من أبيه في العراق، فامتنعا عن إجابة طلبه هذا أيضا. فأصر في طلبه حتى كاد أن ينتهي الأمر إلى ما لا يحمد عقباه، فتدخل أعيان وأشراف الكويت لدى الشيخ محمد أن يعترف لأخيه بحقوقه في الأملاك الموروثة، فأقر بذلك وأعطاه صكا بخط يوسف الابراهيم. فهدأت الأمور وعادت المياه إلى مجاريها ردحًا من الزمن حتى تراكمت الديون على الشيخ مبارك، فطلب من أخويه أن يدفعا إليه مقدارًا من المال من حساب استحقاقه من واردات أملاكه في العراق ليسدد ديونه، فلم يستجيبا إلى طلبه، فثارت زوبعة في أرجاء الكويت، فاجتمع أعيان البلد وقرروا التوسط مرة ثانية، فسألوا الأمير أن يعطي أخيه ما هو بحاجة إليه، فوافق الأمير فأمر فهد الخالد أن يسدد ديون مبارك البالغة 660 ريالا (وقيل 6060 ريالًا)، ولكن تدخل يوسف الابراهيم فأوعز إلى فهد الخالد بعدم إعطاء مبارك شيئا مالم يعيد الصك الذي عنده، فثارت ثائرة مبارك فأخذ يسب ويشتم يوسف الإبراهيم سبًا ذريعًا ويتوعده بالفتك والقتل، ففر يوسف من الكويت خوفًا من بطشه وذهب إلى الصبية حيث قصره هناك، ولكن بعد أن ترك ورائه مسألة يصعب حل عقدها.
خوفًا من أن تسير الأمور إلى حيث اللوم والعتب، طلب مبارك للمرة الثالثة من وجوه وأعيان الكويت يرجوهم أن ينصحوا أخيه محمد ليخفف من غلوائه ويبتعد عن سماع يوسف الابراهيم وغيره ممن لا يريدون به خيرًا. فأجابوا رجاءه ولكنهم يعملون أن لا حل للإشكال بدون حضور يوسف إبراهيم، فذهبوا إليه وكان يوسف إذ ذاك قد نزل الرقعي، فعرضوا عليه مهمتهم وما يراد منه، فامتنع عن إجابتهم، فقالوا له: إذا لم تجب فإن أحد الأخوين لا بد أن يقتل أخاه. فسأل: لماذا؟ قالوا: لأن محمدا بعد أن دعا مباركَ بن عذبي من البر، خشي أخوه مبارك أن يكون وراء هذا الاستدعاء شرٌّ فاستعد هو وخدامه بالسلاح اتقاء للحوادث الطارئة، فوافق يوسف على الحضور، إلا أنه وصل الكويت بعد ثمانية أيام، فاستيقن مبارك أن أخاه الشيخ محمد بعد قدوم يوسف وتدخله في الأمر لن يلب طلباته، وعلم يقينًا أن هذا النزاع لا يمكن حله بالسلم، ولكن مع ذلك سأل الوفد الوسيط أن يكلموا أخاه للمرة الرابعة أن يصفي حسابه ويعطيه من ماله. فسار الوفد إلى الأمير في داره، فأمرهم أن يذهبوا إلى يوسف بن إبراهيم في بيته وهناك يكون الملتقى. فما كادوا يستقرون في مقاعدهم حتى أقبل محمد، فقالوا له: أن مبارك يريد أن نقدم له حسابا صحيحًا عن ريع تمور الفاو والصوفية والزين في السنين الثلاث الماضية. فقدم الحساب بعد فترة إلى خلف النقيب ليقدمه إلى مبارك، إلا أنه كان مشوشًا وغير واضح.
وبعدها عرض النقيب على الأخوين الاجتماع في بيته لعلهما يتفاهمان وأخذ منهما العهد أن لا يجابه أحدهما الآخر بما يكره، فأجاباه إلى ما طلب وحضرا في الوقت المعين ففاتح مبارك أخاه وعتب عليه في أمور كثيرة، ثم قال إني لا أريد أن أكلفك شططا فأنا أطلب إشرافي على الحساب الحقيقي لأعرف مالي وما علي، ولك علي قبول ذلك إذا كان بيمين بالله أنك لم تزد فيه ولم تنقص منه. وافق الشيخ محمد بهذا الاقتراح، ولكن مضت أيام وهو يعد ويخلف والسيد النقيب يتردد بين الاثنين، وأخيرا قال له محمد: أنا لا أجيب مباركا إلى طلبه، إلّا بعد أن آخذ منه صكّا في قبول ما أقدمه له مهما كان، فحاول النقيب إقناعه بأن هذا الطلب غير معقول، فأصر على رأيه: فأبلغ النقيب مبارك بذلك. فاضطرمت النار في قلبه ولكنه تجلد، ثم بعد هذا صادف أن مباركا واجه أخاه محمد في الطريق فدنى منه وسلم عليه وأخذ يلاطفه في الحديث ويستعطفه في إنجاز ما وعد، فلم يجد منه إلّا إباء وامتناعا، وما زال وإياه في هذا الجدال حتى وصل البيت ورجع عنه. ثم أعقب هذا أن أخاه جرّاحا دخل سوق اللحم فصاح بين أهله بقوله إياكم أن تعطوا مباركا شيئا، فقد تبين أنه من المفلسين وأن عليه ديونا عظيمة، وكان مبارك إذا احتاج إلى لحم أخذ منهم على ذمة أخويه، عندها أسقط آخر سهم في كنانة مبارك، وقد فشلت وسدت أمامه كافة أبواب الإصلاح، فصمم على التضحية بهما وإزالتهما من امامه.

## الإغتيال

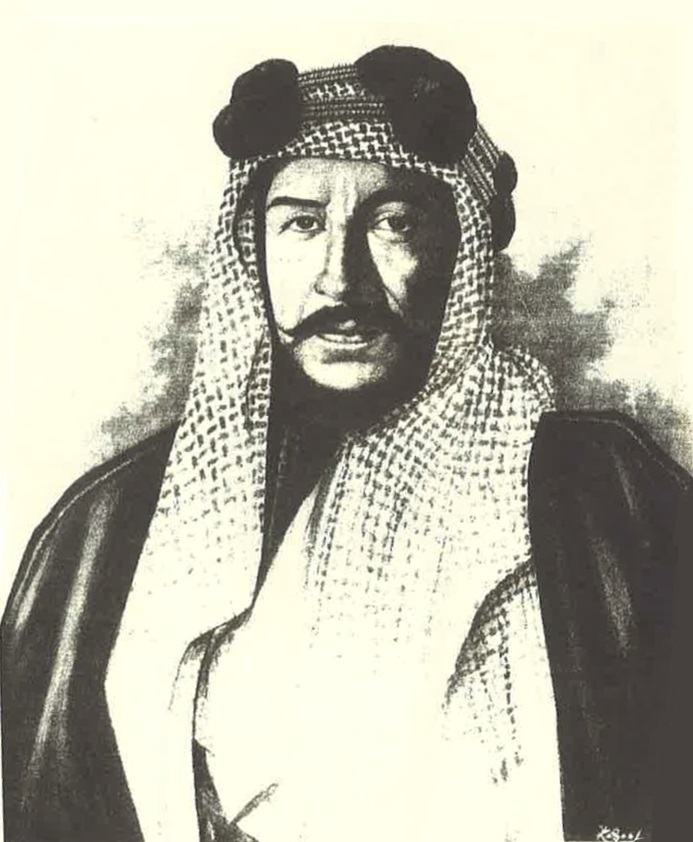
الشيخ مبارك الصباح

في ليلة 25 ذي القعدة 1313هـ/7 مايو 1896م وقيل 8 مايو بعد أن مضى هزيع من الليل نهض مبارك مسرعًا لقتل أخويه محمد وجراح، يسانده ابناه جابر وسالم ومعهم ثلة من خدامهم وحراسهم مهرولين إلى بيت أخويه محمد وجراح، ولما طلع الفجر خرج صباح بن محمد لصلاة الصبح وكان لا يدعها صيفا ولا شتاءًا، تاركا البيت مفتوحًا. فحينئذ دخل الجميع البيت وكان الكل نيام، فأمر مبارك ابنه جابر وخدامه أن يتوجهوا إلى جراح، وذهب هو إلى مخدع محمد، ووقف سالم والباقون حرسًا في صحن الدار كي لا يدخل عليهم أحد. فدخل مبارك إلى غرفة أخيه محمد فأيقظه من نومه، فانتبه مذعورًا لما رأى فوهة البندقية مصوبة إلى نحره يريد قتله، فاستغاث هناك الأخ بأخيه وذكره بالحق والحرمة، ولكن لم يجد ذلك الاستعطاف نفعًا، فانطلقت رصاصات البندقية فأردته قتيلا بلا حراك. أما جابر فذهب إلى عمه، فوجده مستيقظًا وزوجته «هيا بنت علي بن جابر الصباح» بجواره، فصوب البندقية إليه ولكنها لم تنطلق، فانقض عليه عمه وساعدته زوجته عليه، وكادا أن يتغلبا عليه لولا مساعدة أحد فداوية جابر فتمكن من التغلب على عمه جراح فقتله. وبعد الانتهاء من هذه العمليات المحزنة كانت الشمس قد أشرقت، ونقل القتيلان إلى مقرهما الأخير في مقبرة الصالحية، حيث كانا أول من دفن فيها.

## مابعد الاغتيال
ضجت الكويت وارتفع العويل من أقصاها إلى أقصاها لحادثة لم يشهد لها تاريخ الإمارة مثيلا لها، حيث أول مرة جرى الوصول إلى الحكم عن طريق سفك الدماء. بالمقابل فإن سعود بن الشيخ محمد عندما تلقى نبأ مقتل والده وعمه أسرع إلى اسطبل آل إبراهيم قرب دروازة عبد الرزاق، وامتطى فرسًا واتجه هاربًا إلى قصر الشيخ يوسف الإبراهيم في الصبية، حيث أبلغه بخبر الاغتيال. وكانت المسافة تقارب 100 كم، وقد نفق الفرس بعد وصوله من أثر التعب. ومن حسن حظ يوسف أنه لم يكن في الكويت اثناء الحادثة بل كان في قصره بالصبية. فأدرك مبارك أنه لن يجلبه من مكمنه بالقوة، ففضل استمالته باللين والمصانعة، فبعث إليه رسلًا يطلبون منه العودة إلى الكويت ويضمنون له الأمن على نفسه وماله وحفظ منزلته التي كان عليها في عهد الشيخ محمد. فتظاهر يوسف أنه سيلبي الطلب سريعًا لئلا يسيء به مبارك الظن فيعاجله قبل فراره، وعندما استعد بالفرار أقبل إليه «ابن دويهيس» من الكويت بخبره بسير مبارك إليه بجموع لا قبل له بمقاومتها. وأكد ذلك الخبر كتاب من أحد الكويتيين بهذا المعنى، فأسرع إلى سفنه الشراعية الراسية في الصبية واتجه بها إلى أملاكه في «الدورة». إلا انه حاقظ على سكونه ولم يبدر منه شيء، وذلك لأن أبناء محمد وجراح لا يزالون في الكويت.

### هروب أبناء محمد وجراح
في البداية حاول الشيخ مبارك جهده أن يهتم بأولاد أخوته والعطف عليهم ويخفف عليهم الألم والحزن بعد مقتل أبويهم، فطفق يقابلهم بالمودة واللطف والإكرام. وحاول أن يتحصل منهم على وكالة عامة بصفته عمهم والمحافظ على حقوقهم ليتسلح بها أمام يوسف الإبراهيم، ولكنه لم ينجح في تحقيق غرضه. فلم يشأ أن يجبرهم بذلك وأجل الأمر، ثم حاول مرة اخرى بعد أيام، ولكنه لم يجد الوقت مناسبًا لعدم صفاء نفوس الأبناء. وفي تلك الأثناء دبر أبناء الشيخين محمد وجراح خطة للهرب من الكويت بمساعدة «حمد عبد المحسن الغرير» أحد كتاب الشيخ محمد وجراح ومن المقربين من يوسف الإبراهيم، حيث طلب صباح بن محمد من عمه الرخصة لترويح النفس بأحد الأماكن، فرخص له وحده ومنع إخوانه، فأعاد الالتماس بالسماح لهم جميعًا، فأجابه وأرسل معهم رجالًا من حاشيته لمراقبتهم للمحافظة عليهم. وبعد يومين من وصولهم استغفلوا الحراس وهربوا ليلًا مشيًا على أرجلهم حتى وصلوا المعامر، فقام صاحبها وأوصلهم إلى الدورة حيث مقر يوسف الإبراهيم. وذكر خزعل أن أبناء محمد وجراح تركوا الكويت إلى البصرة سرًا ورافقهم في سفرهم هذا كلا من السيد عبد الوهاب الطبطبائي والعلامة «محمد بن رابح الشنقيطي» حيث التقوا بيوسف الإبراهيم، والتحق بالشيخ يوسف بعد ذلك عدد من أبناء الأسر الكويتية وبعض العوائل، كما خرج من الكويت بعد إسبوعين من الحادثة أي في ليلة عيد الأضحى دفعات من عائلة آل الإبراهيم الذين تركوا بيوتهم في منطقة بهيتة التي يقع فيها قصر السيف وتوجهوا عبر البحر إلى الدورة، ومعهم أهل بيت محمد وجراح اللتان كانتا موجودتين في منزل أمهما «شيخة بنت علي بن محمد آل الإبراهيم»، وبذا اكتملت أوراق القضية بيد يوسف الإبراهيم، وبدأت معه فترة خطيرة من تاريخ الكويت بينه وبين الشيخ مبارك.

## أسرته
إخوته
- عبد الله وهو أكبر إخوته والحاكم السابق، وأمه ابنة جراح الفاضل
- مبارك وجراح وعذبي أخت إسمها حبابة، أمهم لولوة بنت محمد بن إبراهيم الثاقب، وهم أخوة أشقاء للشيخ محمد.
- أحمد وجابر وحمود.[3]

أولاده
- علي: ولد سنة 1860م وأمه مريم بنت حمد الصباح.[87]
- لطيفة.
- صباح: ولد سنة 1875م وهو جد الشاعرة سعاد الصباح
- سبيكة.
- سعود: ولد سنة 1877م وهو جد الشيخ فهد يوسف سعود الصباح وزير الداخلية الكويتي.
- خالد: ولد سنة 1882م
- عذبي: ولد سنة 1885م.[38]

## الملاحظات
1. ↑  الشامي هو القرش قبل ضرب الليرة العثمانية الذهبية زمن محمد رشاد ويقال له القرش الرومي وبقي إسم الشامي شائعا في البصرة وأنحائها، ويعادل الشامي 9 قروش ونصف حتى سنة 1914،[24] ويساوي في ذلك الوقت شلنًا إنجليزيا واحدًا وستة بنسات.[25]
2. ↑  يبدو أن تلك القصة مشابهة -وقد تكون نفسها- لقصة أخرى ذكرت أن سالم كان أحد وكلاء ناصر باشا السعدون على بعض أملاكه في البصرة عندما كان ناصر موجودًا في الأستانة من 1878م حتى وفاته 1885م، فقد احتجز سالم بعض الإيرادات ولم يسلمها لرب العمل، فترتب له بذمته مبلغ كبير من المال. وقد ضغط عليه مزيد باشا ابن ناصر السعدون لإيفاء ذلك الدين. إلا أن سالم تفادى ذلك الضغط باللوذ بآل صباح الذين تشفعوا له عند ناصر باشا لإمهاله فترة من الوقت للتسديد تحت كفالتهم. فاستجاب ناصر لطلبهم بتمديد المهملة المحددة للسداد.[27]
3. ↑  أول قصر بني للحكم هو قصر السيف الذي أقامه الشيخ مبارك سنة 1904م.[31]
4. ↑  ملح (بفتح الميم واللام) هي واحة في جنوب غرب الكويت شرقي الصمان، وفيها آبار مياه عذبة، وكانت في طريق القوافل من نجد قاصدة الكويت والزبير والبصرة.[48]
5. ↑  يبدو أن زعيم العجمان راكان بن حثلين بعد عودته من الأسر فضل هو وقسم من قبيلته أن يكونوا تحت مظلة الحكم الكويتي، بعد أن ضعف وزال الدور السياسي لآل سعود، ويعتقد أن هذا هو آخر نشاط قام به راكان، لأنه توفي سنة 1314هـ/1897م، وقد ذكر ابن عيسى النجدي:وفيها توفي راكان ابن حثلين من شيوخ العجمان. وكان عمره حينما مات 84 سنة هجرية/82 ميلادي تقريبًا.[51]
6. ↑  من الذين خرجوا «أحمد الغانم» و«خليفة المسلم القناعي» و«ماجد السلطان» و«منصور بن عيسى» و«أحمد العبد المحسن» و«علي بن خميس» و«حسين بن عيسى القناعي» وبعض عوائل الغرير والخشتي والقطامي وبوعركي وآخرين[86]